# 聖巴巴拉島

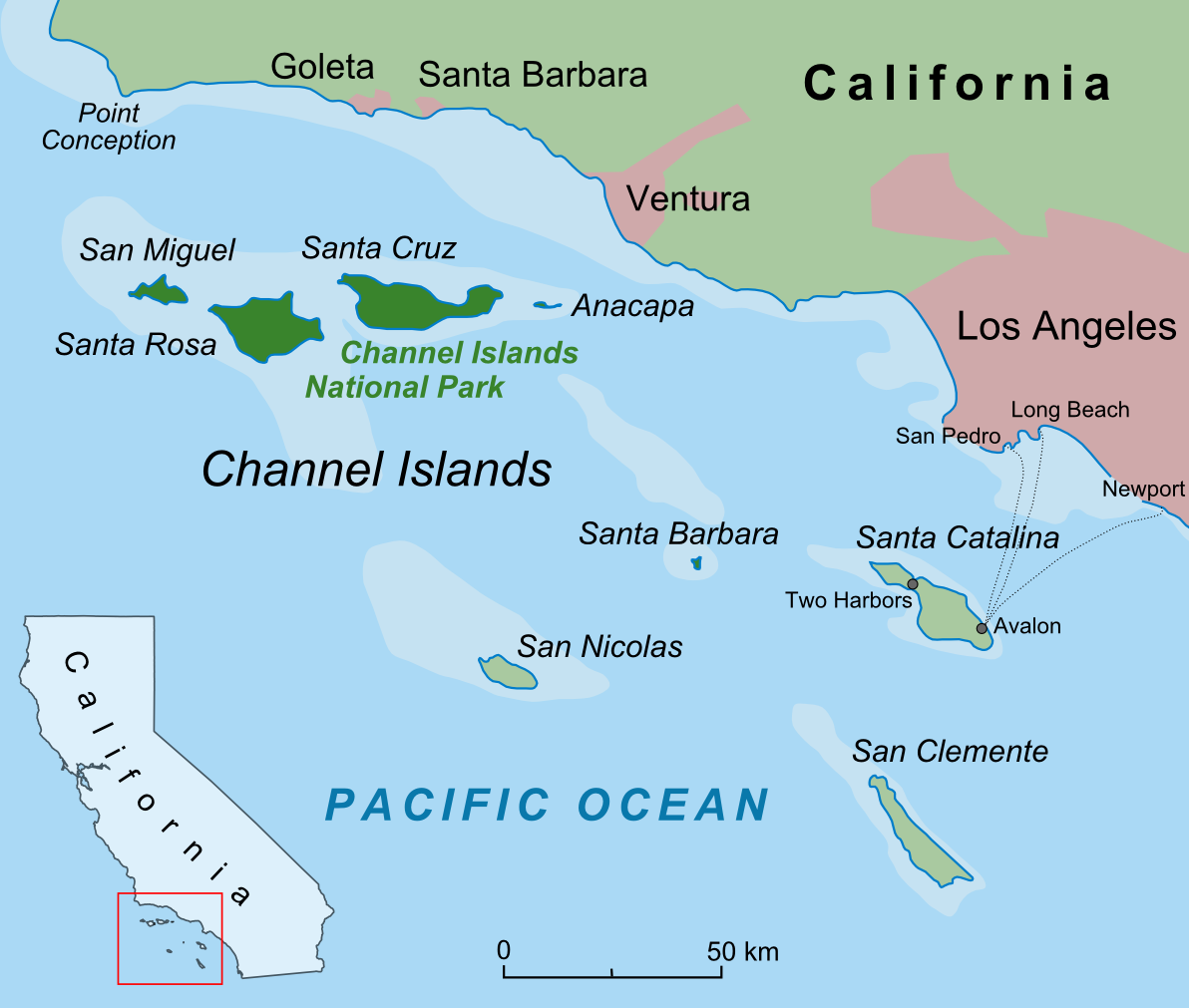
聖巴巴拉島以Santa Barbara標示

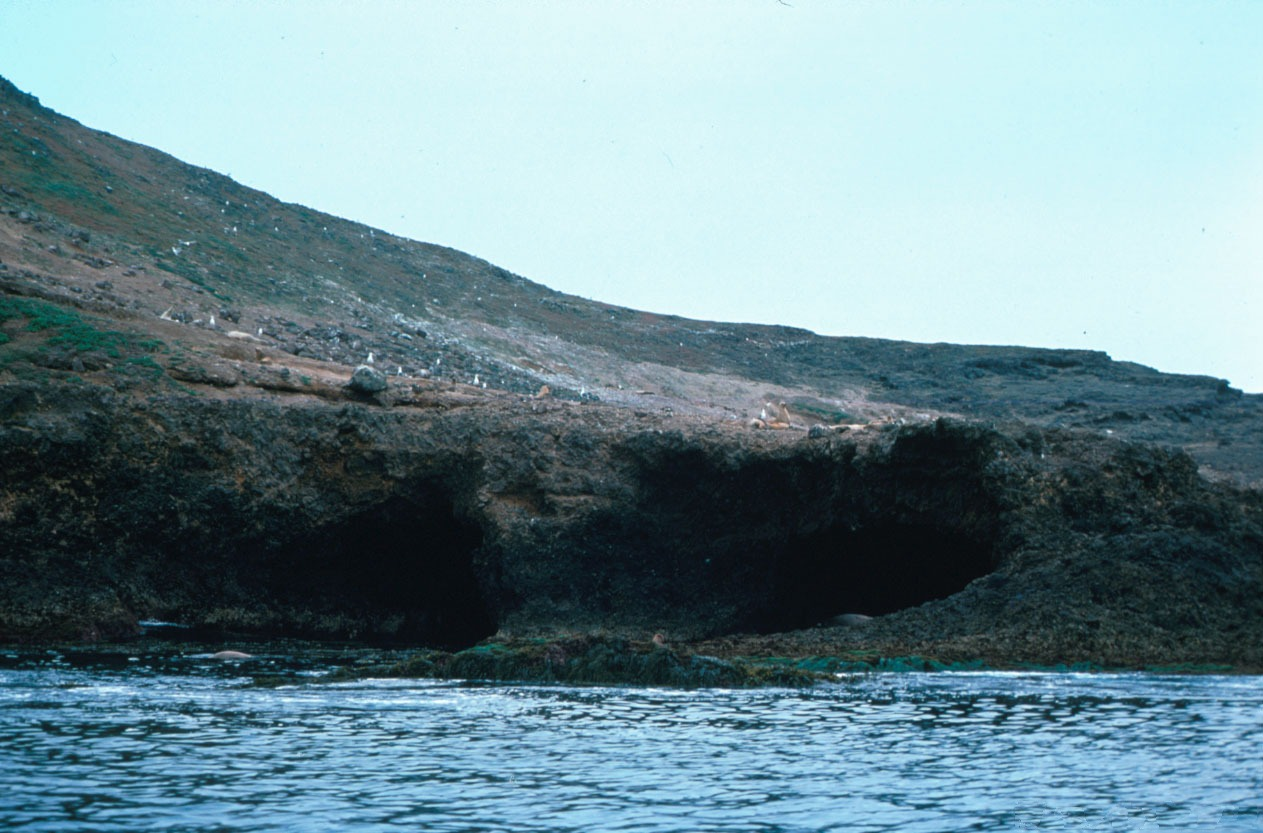

聖巴巴拉島（英語：Santa Barbara Island）是美國的島嶼，位於太平洋海域，屬於海峽群島的一部分，由聖巴巴拉縣負責管轄，長2.4公里、寬1.6公里，面積2.63平方公里，最高點海拔高度193米，島上無人居住。